# Auritz
Auritz (hornolužickosrbsky  Wuricy) je místní část velkého okresního města Budyšín v Horní Lužici v německé spolkové zemi Sasko. Nachází se v zemském okrese Budyšín a má 417 obyvatel.

## Geografie
Auritz se nachází jihovýchodně od centra města Budyšín. Severní částí Auritz prochází spolková silnice B 6 spojující Budyšín s Löbau. Krajina je rovinatá, převážně zemědělsky využívaná. Jihovýchodně od vsi se nachází zatopený bývalý kamenolom.

## Historie
První písemná zmínka pochází z doby kolem roku 1400, kdy je ves uváděna jako Weritz, respektive Awricz. V roce 1950 byla do té doby samostatná obec Auritz připojena k obci Jenkwitz, která se roku 1994 spojila s obcí Kubschütz. V roce 1999 se ves Auritz oddělila od obce Kubschitz a připojila se k městu Budyšín.

## Obyvatelstvo
Vesnice náleží k lužickosrbské oblasti osídlení.

## Osobnosti
- Filip Rězak (1859–1921), lužickosrbský spisovatel, překladatel a kněz
- Horst Bachmann (1927–2007), malíř a sochař